# 世界で一番怖い答え
『世界で一番怖い答え』（せかいでいちばんこわいこたえ）はフジテレビで放送されている特別番組（クイズバラエティ番組）。

## 概要
一見すると普通のクイズや光景に見えるが、その中に隠された身の毛もよだつような真実「一番怖い答え」を考えるクイズ番組。
司会は『放送禁止7』でナビゲーターを務めるなど同シリーズの企画・脚本・監督を務める長江俊和のファンである有田哲平が務める。また、番組中の問題には有名ホラー作家や怪談師からの問題も出題される。

## 放送回
- 第1回 2019年08月17日 1:25 - 2:25（フジバラナイト FRI内で放送）
- 第2回 2019年12月27日 0:55 - 1:55（フジテレビからの!内で放送）
- 第3回 2021年09月12日 2:05 - 3:35（フジバラナイト SAT内で放送）
- 第4回 2022年12月30日 1:25 - 2:40（フジテレビからの!内で放送）
- 第5回 2023年08月20日 1:45 - 2:45
- 第6回 2024年01月03日 1:10 - 2:25
- 第7回 2024年08月12日 23:00 - 23:40
- 第8回 2024年12月29日 23:35 - 0:35
- 第9回（月バラ☆イレブン内で放送）
  - 前編 2025年05月12日 23:00 - 23:30
  - 後編 2025年05月19日 23:00 - 23:30

## 出演者・問題提供者
司会
- 有田哲平（くりぃむしちゅー）

レギュラー解答者
- 池田美優

解答者
第1回
- 吉村崇（平成ノブシコブシ）
- 大久保佳代子（オアシズ）

第2回
- 井森美幸
- 澤部佑（ハライチ）

第3回
- 島崎和歌子
- 田中卓志（アンガールズ）

第4回
- 柴田英嗣（アンタッチャブル）
- 深澤辰哉（Snow Man）

第5回
- 中岡創一（ロッチ）
- 田中樹（SixTONES）

第6回
- 加藤史帆（日向坂46）
- 田中卓志（アンガールズ）

第7回
- 大橋和也（なにわ男子）
- 森田哲矢（さらば青春の光）

第8回
- 片寄涼太（GENERATIONS from EXILE TRIBE）
- 小宮浩信（三四郎）

第9回
- 井森美幸
- 芝大輔（モグライダー）

第10回
- 鬼龍院翔（ゴールデンボンバー）
- 関太（タイムマシーン3号）

問題提供
- 長江俊和（ホラー作家 テレビ番組「放送禁止」など）
- 島田秀平
- 宇津呂鹿太郎（怪談師）
- 藤白圭（ホラー作家 書籍「意味が分かると怖い話」シリーズ）
- 樹林伸（作家 漫画「金田一少年の事件簿」シリーズなど）
- 鈴木光司（作家 「リング」シリーズなど）
- 都市ボーイズ（岸本誠・はやせやすひろ オカルト放送作家）
- 湖西晶（漫画家 漫画「意味がわかると怖い4コマ」）
- 湯地義啓（精神科医）

## ルール
一見すると普通の出来事について語った文に思えるが、問題の最後には「この後どうなった?」「なぜ自分は後悔した?」という問題が提示。問題文に隠された不審な点や意味を解き明かし、「一番怖い答え」を解答する。第2回からは映像問題も出題されるようになり、「あおり運転を録画したドライブレコーダー」「リモート飲み会の光景」といった映像の中に隠された真実を見抜く必要があるなど観察力や推理力も問われるようになった。
正解すると「ナイスホラーポイント」を2ポイント獲得。不正解でも惜しい答えや発想が近い答え、有田が「怖い」と認めた解答には1ポイント、さらに正解以上に怖い解答を出した場合には3ポイントを獲得。逆に下ネタなど空気を乱すような解答の場合は減点もある。
最終的に一番獲得ポイントが多かった人がその回の「ナイスホラリスト」となる。

## スタッフ
- ナレーション：田村真、成瀬朱
- エキストラ協力：アルテミス、タチローク
- 構成：水野将良、いけんどなおき、小島美一
- 問題協力：岸本誠、はやせやすひろ（共に都市ボーイズ）、敦賀零
- ロケ撮影：福田陽平、橋口和利
- ロケ録音：治田敏秀、加藤誠
- ロケメイク：久木山千尋
- スタイリスト：作山直紀
- TP：斉藤伸介
- TM：高瀬義美
- SW：吉原喜久
- CAM：新美高志
- VE：土井理沙
- 音声：高橋幸則
- 照明：安藤雅夫
- 美術プロデューサー：副島翔太郎
- デザイン：永井達也
- アートコーディネーター：村瀬大
- 大道具製作：宮路博貴
- 大道具操作：吉野雅則
- アクリル装飾：堀内重彰
- メイク：川田みずき
- CGデザイン：木本禎子、今井美夏
- CG：渡部佳宣
- 編集：木村信彦
- MA：山岸慎一郎、山崎倫瑠
- 音響効果：斉藤信之
- 撮影協力：Field Service、STUDIOピア、R for D、planear
- 美術協力：フジアール
- 技術協力：ニユーテレス、fmt、東京オフラインセンター、共テレ、JAPAN MEDIA CREATE、モアバウンスサウンド、LOOP
- 広報：土出友美（フジテレビ）
- デスク：安藤萌々香
- TK：水越理恵
- AD：千葉慶修（第8回はディレクター）、長岡涼花、西田舞、中園さくら
- 制作進行：露木彩乃
- ディレクター：嘉元規人、小宮泰也、高瀬嗣礼、野崎由佳
- AP：川島侑芽乃（EAST）
- 協力P：堀川香奈（フジテレビ、以前はチーフプロデューサー）
- プロデューサー：梅原萌（EAST）
- 監修：長江俊和（ネビュラ）
- 演出：岡亨（EAST）
- チーフプロデューサー：島本亮（フジテレビ）
- 制作協力：EAST（以前はイースト・ファクトリー）
- 制作著作：フジテレビ

### 過去のスタッフ
- ナレーション：藤野とも子
- エキストラ協力：リガメント
- 構成：諸橋隼人
- ロケ録音：益子宏明
- SW：上田軌行
- アートコーディネーター：谷元沙紀
- メイク：山田かつら
- MA：小田口将史
- 撮影協力：ジェンマイ・ワークス、pstudio、高商スタジオ
- 技術協力：ジーン
- 制作協力：イースト・ファクトリー
- AD：山﨑力、渡邉悠太
- ディレクター：中里翔太
- AP：金岡七星
- プロデューサー：寺田裕（フジテレビ）、上原拓真（フジテレビ）
- チーフプロデューサー：浜野貴敏（フジテレビ）